# Svendborg Station
Svendborg Station er den primære jernbanestation i Svendborg på Sydfyn. Stationen åbnede samtidigt med jernbanestrækningen mellem Odense og Svendborg (i dag kaldt Svendborgbanen) den 12. juli 1876. Hovedbygningen er tegnet af N.P.C. Holsøe og blev indviet 10. juli 1878.

## Togforbindelser
Stationen betjenes på hverdage, uden for myldretiden med:
- 2 tog pr. time mod Odense

## Øvrige jernbaner
Svendborg-Nyborg Banen, der åbnede den 1. juni 1897 og lukkede den 30. maj 1964, havde sin egen station lige over for Svendborg Station, kaldt Svendborg N. Svendborg-Faaborg Banen, der var i drift fra 25. november 1916 til 22. maj 1954 havde fuld optagelse på Svendborg Station. I 1916, da stationen blev et knudepunkt for jernbanen fik hovedbygningen en tilbygning mod nord, tegnet af Heinrich Wenck. Tilbygning er i dag revet ned i forbindelse med at Svendborg Kommune i 2012/13 opførte en ny trafikterminal på sporarealet umiddelbart nord for stationsbygningen. Bortset fra ventesalen, anvendes hovedbygningen ikke længere til stationsformål.

## Svendborg Havnebane
Svendborg Havnebane, der allerede ses på bykortet over Svendborg omkring 1900, førte til flere havne- og industrispor ved Nordre Kaj. Herfra gik et spor mod syd på Jessens Mole til en kaj over for Frederiksø. Senere blev et sidespor ført over til øen på en bro, og havnebanen blev ført videre på Havnepladsen til færgelejet, hvor Ærøfærgen 1934-94 overførte godsvogne til og fra Ærøskøbing.
Havnebanen er nedlagt. Der ses stadig skinner i asfalten på Nordre Kaj og Havnepladsen. På Jessens Mole er der asfalteret mellem skinnerne, så havnebanen kan bruges som cykel- og gangsti.

## Galleri
- Havnespor på Nordre Kaj
- Havnebanen som sti forbi Toldboden
- Frederiksø tv., Havnepladsen ligeud
- Havnebanens skinner ved Ærøfærgen

- Wikimedia Commons har flere filer relateret til Svendborg Havnebane